# Serie A2 2023-2024 (pallanuoto maschile)
La Serie A2 2023-2024 è stata la 40ª edizione di questo torneo, che dal 1984-1985 rappresenta il secondo livello del campionato italiano maschile di pallanuoto.
Il campionato è suddiviso in due fasi. La prima fase, con gare di andata e ritorno, è iniziata il 4 novembre 2023 e si è conclusa il 4 maggio 2024; la seconda fase (play-off e play-out) si è svolta nel giugno 2024 ed ha decretato le due squadre promosse in Serie A1 e le quattro squadre retrocesse in Serie B.
Le 24 squadre partecipanti sono suddivise in due gironi da dodici squadre, il Girone Nord ed il Girone Sud.
Le squadre retrocesse dalla Serie A1 2022-2023 sono il Bogliasco e l'Anzio Waterpolis. Le squadre promosse dalla Serie B sono l'Arechi Salerno, il Carrara, il Crotone e il Delta Roma. 
Le squadre promosse in Serie A1 a fine anno sono state la Florentia, di ritorno dopo 3 anni nella massima serie, e l'Olympic Roma, alla sua prima promozione in A1. 

## Squadre partecipanti

### Girone Nord
| Club              | Città          | Piscina                            | Stagione 2022-2023    |
| ----------------- | -------------- | ---------------------------------- | --------------------- |
| Arenzano          | Arenzano (GE)  | Piscina comunale                   | in Serie A2 2022-2023 |
| Bogliasco         | Bogliasco (GE) | Stadio del Nuoto "Gianni Vassallo" | in Serie A1 2022-2023 |
| Brescia           | Brescia        | Centro natatorio Mompiano          | in Serie A2 2022-2023 |
| Carrara           | Carrara        | Piscina Comunale                   | in Serie B 2022-2023  |
| Chiavari          | Chiavari (GE)  | Piscina Mario Ravera               | in Serie A2 2022-2023 |
| Como              | Como           | Piscina olimpica comunale          | in Serie A2 2022-2023 |
| Florentia         | Firenze        | Piscina Goffredo Nannini           | in Serie A2 2022-2023 |
| Lavagna '90       | Lavagna (GE)   | Piscina comunale                   | in Serie A2 2022-2023 |
| Plebiscito Padova | Padova         | Centro Sportivo Plebiscito         | in Serie A2 2022-2023 |
| President Bologna | Bologna        | Piscina Carmen Longo               | in Serie A2 2022-2023 |
| Sori              | Sori (GE)      | Piscina comunale                   | in Serie A2 2022-2023 |
| Torino '81        | Torino         | Piscina Stadio Monumentale         | in Serie A2 2022-2023 |

### Girone Sud
| Club              | Città      | Piscina                                     | Stagione 2022-2023    |
| ----------------- | ---------- | ------------------------------------------- | --------------------- |
| Acquachiara       | Napoli     | Piscina Comunale (Santa Maria Capua Vetere) | in Serie A2 2022-2023 |
| Anzio             | Anzio (RM) | Stadio del nuoto di Anzio                   | in Serie A1 2022-2023 |
| Arechi            | Salerno    | Piscina Simone Vitale                       | in Serie B 2022-2023  |
| Canottieri Napoli | Napoli     | Piscina "Alba Oriens" (Casoria)             | in Serie A2 2022-2023 |
| Crotone           | Crotone    | Piscina olimpionica Città di Crotone        | in Serie B 2022-2023  |
| Delta Roma        | Roma       | Piscina Comunale                            | in Serie B 2022-2023  |
| Ischia            | Ischia     | Piscina Comunale                            | in Serie A2 2022-2023 |
| Latina            | Latina     | Piscina Comunale (Anzio, RM)                | in Serie A2 2022-2023 |
| Lazio             | Roma       | Centro sportivo "le Cupole"                 | in Serie A2 2022-2023 |
| Olympic Roma      | Roma       | Foro Italico - Piscina dei "Mosaici"        | in Serie A2 2022-2023 |
| Palermo           | Palermo    | Piscina Comunale                            | in Serie A2 2022-2023 |
| Vela Ancona       | Ancona     | Piscina del Passetto                        | in Serie A2 2022-2023 |

## Play-off

### Tabellone 1
|  | Semifinali | Semifinali | Semifinali | Semifinali | Semifinali |  |  | Finale    | Finale    | Finale    | Finale | Finale |  |
|  |            |            |            |            |            |  |  |           |           |           |        |        |  |
|  | 1N         | Florentia  | Florentia  | 12         | 6          |  |  |           |           |           |        |        |  |
|  | 4S         | Lazio      | Lazio      | 6          | 5          |  |  | Florentia | Florentia | Florentia | 11     | 12     |  |
|  | 2S         | Crotone    | Crotone    | 18         | 24         |  |  | Crotone   | Crotone   | Crotone   | 5      | 10     |  |
|  | 3N         | Chiavari   | Chiavari   | 17         | 23         |  |  |           |           |           |        |        |  |

### Tabellone 2
|  | Semifinali | Semifinali        | Semifinali | Semifinali | Semifinali |  |  | Finale            | Finale            | Finale            | Finale | Finale |  |
|  |            |                   |            |            |            |  |  |                   |                   |                   |        |        |  |
|  | 1S         | Canottieri Napoli | 12         | 8          | 9          |  |  |                   |                   |                   |        |        |  |
|  | 4N         | Torino '81        | 9          | 9          | 8          |  |  | Canottieri Napoli | Canottieri Napoli | Canottieri Napoli | 8      | 15     |  |
|  | 2N         | Bogliasco         | 13         | 6          | 12         |  |  | Olympic Roma      | Olympic Roma      | Olympic Roma      | 9      | 16     |  |
|  | 3S         | Olympic Roma      | 10         | 9          | 13         |  |  |                   |                   |                   |        |        |  |